# Liste ukrainischer Historiker
Dies ist eine Liste ukrainischer Historiker.

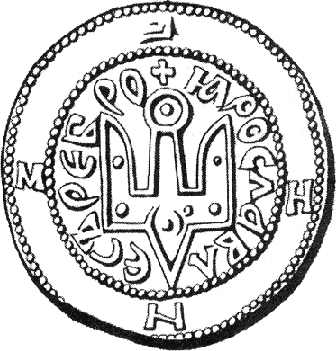
Wappen der Kiewer Rus

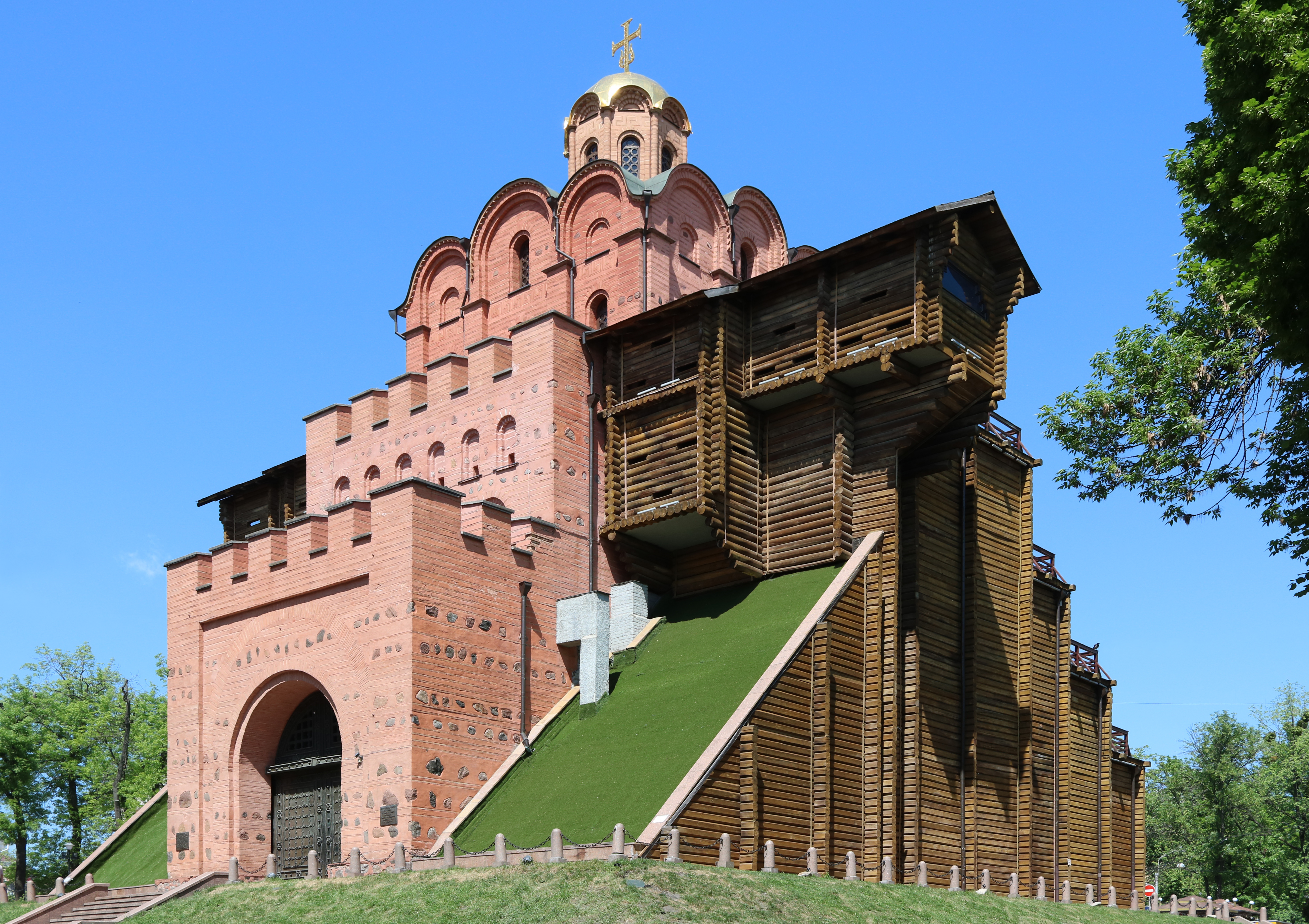
Goldenes Tor

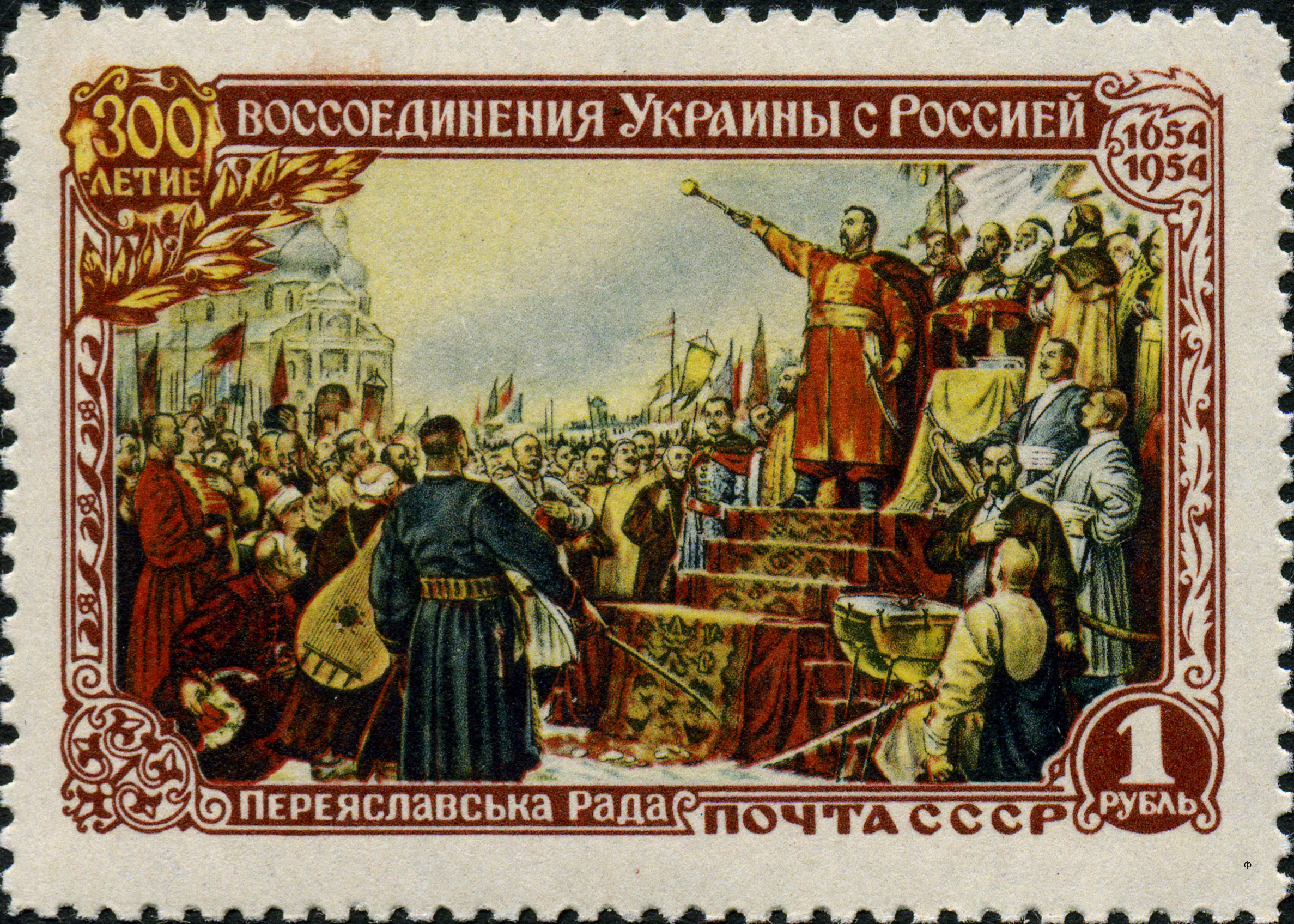
Die Rada von Perejaslaw auf einer sowjetischen Briefmarke (1954)

## Kurzeinführung
Die folgende Liste liefert eine Übersicht zu Historikern aus der Ukraine bzw. ukrainischstämmigen Historikern. Sie erhebt keinen Anspruch auf Vollständigkeit. Sie ist nicht zu verwechseln mit einer Liste von Historikern der Ukraine, wie es im deutschsprachigen Raum z. B. Johann Christian von Engel (1770–1814) mit seiner Geschichte der Ukraine und der ukrainischen Kosaken oder in jüngerer Zeit Autoren wie Andreas Kappeler oder Ernst Lüdemann u. v. a. m. sind.

## Liste
- Wolodymyr Antonowytsch (1834–1908), Historiker und Volkskundler
- Olena Apanowytsch (1919–2000), Historikerin
- Dmytro Bahalij (1857–1932), Historiker, Universitätsrektor und Bürgermeister.
- Wolodymyr Barwinok (1879–1943), Historiker, Theologe, Bibliograf, Schriftsteller, Archivar, Staatsbeamter der Ukrainischen Volksrepublik
- Mychajlo Brajtschewskyj (1924–2001), Historiker, Archäologe, Dichter und Maler
- Dmytro Doroschenko (1882–1951), Historiker und Politiker
- Mychajlo Drahomanow (1841–1895), Historiker, politischer Emigrant und Volkskundler
- George Gajecky (* 1941), ukrainisch-US-amerikanischer Historiker

- Mychajlo Hruschewskyj (1866–1934), Historiker (Geschichte der Ukraine-Rus)
- Jaroslaw Hrytsak (* 1960), Historiker, Publizist und Professor
- Taras Hunczak (1932–2024), Osteuropahistoriker und Hochschullehrer
- Dmytro Jawornyzkyj (1855–1940), Kosakenhistoriker, Archäologe
- Myron Korduba[1] (1876–1947)
- Mykola Kostomarow (1817–1885), auch Literaturhistoriker, Volkskundler
- Oleh Kozerod (* 1970), auch Politikwissenschaftler
- Borys Krupnyćkyj[2] (1894–1956)
- Iwan Krypjakewytsch (1886–1967), Historiker
- Peter Loboda, Erforscher der altukrainischen Numismatik[3]
- Jurij Luzkyj (1919–2001), Literaturhistoriker
- Wjatscheslaw Lypynskyj (1882–1931), Historiker, politischer Philosoph, Publizist und Botschafter
- James Mace (1952–2004), Historiker
- Mykola Markewytsch (1952–2004), Historiker, Komponist und Musikwissenschaftler.
- Mychajlo Maxymowytsch (1804–1873), ebenfalls Literaturhistoriker, Volkskundler
- Paul Robert Magocsi (* 1945), Inhaber des Lehrstuhls für Ukrainische Studien an der Universität von Toronto
- Radomyr Mokryk (* 1987), Historiker und Kulturwissenschaftler.
- Oleksandr Ohloblyn (1899–1992)
- Bohdan Osadczuk (1920–2011), auch Journalist
- Walentyn Otamanowskyj (1893–1964), Historiker
- Serhii Plokhy (* 1957), Historiker und Hochschullehrer
- Natalija Polonska-Wassylenko (1884–1973), Historikerin
- Omeljan Pritsak (1919–2006), Orientalist
- Ivan Lysiak Rudnytsky (1919–1984)
- Volodymyr Serhiychuk (* 1950)
- Mykola Shytyuk (1953–2018)
- Mikołaj Siwicki (1917–2004), Historiker
- Orest Subtelny (1941–2016), Historiker
- Viktor Suworow (* 1947), Spion und Erforscher des Zweiten Weltkriegs
- Frank E. Sysyn (* 1946)
- Roman Szporluk (* 1933)
- Liubomyr Vynar (1932–2017), ukrainisch-US-amerikanischer Historiker